# بيلار باديلا
بيلار باديلا (بالإسبانية: Pilar Padilla)‏ هي ممثلة مكسيكية، ولدت في 12 يونيو 1970 في مدينة مكسيكو في المكسيك.

## وصلات خارجية
- بيلار باديلا على موقع IMDb (الإنجليزية)
- بيلار باديلا على موقع ألو سيني (الفرنسية)
- بيلار باديلا على موقع قاعدة بيانات الفيلم (الإنجليزية)